# Bačice
Pour les articles homonymes, voir Bacice.
Bačice (en allemand : Batschitz) est une commune du district de Třebíč, dans la région de Vysočina, en République tchèque. Sa population s'élevait à 199 habitants en 2024.

## Géographie
Bačice se trouve à 4 km au sud-ouest de Hrotovice, à 19 km au sud-est de Třebíč, à 44 km à l'ouest-sud-ouest de Brno, à 48 km au sud-est de Jihlava et à 160 km au sud-est de Prague.
La commune est limitée par Krhov à l'ouest et au nord, et par Hrotovice à l'est, et par Litovany et Radkovice u Hrotovic au sud.

## Histoire
La première mention écrite de la localité date de 1310.

## Transports
Par la route, Bačice se trouve à 11,3 km de Jaroměřice nad Rokytnou, à 20,5 km de Třebíč, à 55 km de Jihlava et à 186 km de Prague.